# Maria Groop Russel
Maria Elisabet Groop Russel, född 2 oktober 1965, är en svensk TV-producent och chef inom kultursektorn.
Groop Russel studerade vid Institutionen för Journalistik, Medier och Kommunikation och har en MBA från Handelshögskolan.
Hon kom till SVT som praktikant vid ABC 1990. Vid SVT har hon bland annat varit reporter vid Rapport och producent och projektledare vid barn- och ungdomsavdelningen i Stockholm. Där var hon projektledare för barnprogram som Björnes magasin och Allt och lite till
Under 2005 efterträdde hon Johanna Frelin som genrechef för barn och ungdom på SVT. År 2007 avskaffades genrecheferna och hon blev istället programbeställare för fritid, fakta, en del av kulturutbudet, barn och ungdom. Hon blev chef för allmän-TV i Stockholm den 1 september 2010.
Den 8 april 2013 blev Groop Russel chef för SVTi, Sveriges Televisions interaktiva avdelning. Den 1 september 2015 slogs SVTi ihop med allmän-TV-avdelningen och Groop Russel blev chef för den större sammanslagna divisionen.
I januari 2019 blev Groop Russel ny vice vd för Dramaten. Den 8 april 2019 meddelades att Groop Russel utsetts till vd för Dramaten med omedelbar verkan. I januari 2024 lämnade hon Dramaten och tillträdde som vd för Skansen.

## Källhänvisningar
1. ↑  Avtackning för Maria Groop Russel: ”Det har varit helt fantastiska år på SVT”, Vipåtv, 20 december 2018
2. ↑  SVT får ny programledning Arkiverad 10 februari 2019 hämtat från the Wayback Machine., Nordvision, 31 augusti 2007
3. ↑  Peter Nyrén blir ny programbeställare för SVT Arkiverad 23 april 2019 hämtat från the Wayback Machine., TV-nyheterna.se, 28 september 2010
4. ↑  ”Maria Groop Russel ny chef för SVTi”. SVT. 15 februari 2013. http://www.svt.se/omsvt/maria-groop-russel-ny-chef-for-svti.
5. ↑  Maria Groop Russel, Vipåtv, 25 maj 2015
6. ↑  Maria Groop Russel lämnar SVT, Medievärlden, 24 oktober 2018
7. ↑  ”Dramatens VD och teaterchef lämnar. Maria Groop Russel ny VD.”. Pressmeddelande. tt.se. 8 april 2019. https://via.tt.se/embedded/release/dramatens-vd-och-teaterchef-lamnar-maria-groop-russel-ny-vd?publisherId=1706167&releaseId=3255650&widget=true. Läst 8 april 2019.
8. ↑  ”Maria Groop Russel blir ny VD för Skansen”. Skansen. https://skansen.se/aktuellt/maria-groop-russel-blir-ny-vd-for-skansen/. Läst 24 mars 2023.